# 埃斯比約市鎮
埃斯比約市鎮（丹麥語：Esbjerg Kommune，發音：[ˈesˌpjɛɐ̯ˀ]）是丹麥的一個市鎮，位於日德蘭半島西南部，屬南丹麥大區。面積724.5平方公里，2009年人口114,595人。行政中心为埃斯比約。
2007年1月1日由原埃斯比約市鎮和里伯和布拉明兩個市鎮合併而成。